# Soziale Unterstützung
Soziale Unterstützung (Social Support) ist eine Ressource, mit der durch die Beziehung zu anderen Personen zentrale psychosoziale Bedürfnisse wie die nach Zuneigung, Anerkennung, Identität, Zugehörigkeit und Sicherheit, sowie instrumentelle Bedürfnisse wie Informationsbedarf, praktischer und materieller Hilfebedarf befriedigt werden.

## Arten sozialer Unterstützung
Üblich ist die Unterscheidung zwischen sozialer Integration als dem quantitativ-strukturellen Aspekt (z. B. Größe, Dichte, Kontaktfrequenz sozialer Netzwerke) und der sozialen Unterstützung als dem qualitativ-funktionalen Aspekt (z. B. konkrete Hilfeleistungen oder Trost).
Innerhalb des qualitativ-funktionalen Aspekts der sozialen Unterstützung wird zudem zwischen wahrgenommener (bzw. erwarteter) Unterstützung (perceived available social support) und erhaltener Unterstützung (actually received social support) unterschieden. Wahrgenommene Unterstützung bezeichnet die Einschätzung, von einer Person sozial unterstützt werden zu können, falls Bedarf besteht. Die wahrgenommene Unterstützung ist also eine prospektive Erwartung möglicher Unterstützung (in der Zukunft). Das Konstrukt der erhaltenen Unterstützung bezeichnet hingegen die Einschätzung einer Person bezüglich vergangener empfangener Unterstützungsleistungen. Erhaltene Unterstützung ist also die retrospektive Bewertung der bereits stattgefundenen Unterstützung einer empfangenden Person. Zur Messung beider Konstrukte verwendet man Skalen zur subjektiven Bewertung, da nicht die objektiven Verhältnisse, sondern die Interpretationen aus der Sicht der Person, welche die Unterstützung erwartet oder erhalten hat, im Vordergrund stehen.
Weitergehende Differenzierungen beziehen sich auf die Art der hilfreichen Interaktion, wodurch beide Konstrukte noch einmal unterteilt werden können in emotionale, instrumentelle und informationelle Unterstützung. Bei der emotionalen Unterstützung werden zum Beispiel Mitleid, Trost oder Wärme kommuniziert. Eine Aussage aus den Berliner Social Support Skalen (BSSS) zur emotionalen Unterstützung etwa lautet: „Wenn ich traurig bin, gibt es Menschen, die mich aufmuntern“. Instrumentelle Unterstützung umfasst Hilfe bei zu erledigenden Arbeiten, bei der Besorgung von Gütern oder dem Bereitstellen finanzieller Ressourcen (Beispiel: „Es gibt Menschen, die mir ihre Hilfe anbieten, wenn ich sie brauche“; BSSS). Informationelle Unterstützung beinhaltet guten Rat oder genereller die Übermittlung von Informationen (Beispiel: „Man schlug mir eine Tätigkeit vor, die mich etwas ablenken sollte“).

## Wirkmechanismen sozialer Unterstützung
Menschen, die viel soziale Unterstützung wahrnehmen und erhalten, berichten mehr Wohlbefinden und bessere körperliche und mentale Gesundheit als Menschen mit weniger Unterstützung. Vertreter der Haupteffekt-Hypothese führen die Effekte sozialer Unterstützung auf Gesundheit und Wohlbefinden darauf zurück, dass sozial stärker unterstützte Personen generell mehr Wohlbefinden erleben und somit auch unter Belastung über dem Niveau weniger sozial unterstützter Menschen liegen. Dagegen sehen Befürworter der Abpufferungshypothese („Buffer-Hypothesis“) den Grund des höheren Wohlbefindens darin, dass dieses bei Personen mit verstärkter sozialer Unterstützung unter belastenden Umständen weniger absinkt als bei sozial weniger unterstützen Menschen. In der Abpufferungstheorie hat soziale Unterstützung demnach nur dann eine Wirkung auf das Wohlbefinden, wenn sich die empfangende Person in einer stressreichen Situation befindet, während die Haupteffekthypothese annimmt, dass soziale Unterstützung unabhängig vom Stressniveau einer Person wirkt.
Effekte sozialer Unterstützung auf die Gesundheit lassen sich über drei mögliche Pfade erklären: Unterstützung kann 1) biologische Stressreaktionen vermindern, 2) auf die psychische Gesundheit wirken, z. B. indem sie den Selbstwert steigert und depressiven Symptomen vorbeugt und 3) gesundheitsrelevantes Verhalten verbessern, z. B. mit dem Rauchen aufzuhören oder sich gesund zu ernähren.

## Soziale Unterstützung bei Trauer

### Soziale Unterstützung durch Familie und Freunde
Partnerschaften gelten als bedeutende Quelle sozialer Unterstützung.  Familie und Freunde als Unterstützungsquellen bieten jeweils unterschiedliche Formen der Unterstützung im Anfangsstadium der Verwitwung (bis zu 6 Monate). Einfluss auf den Effekt sozialer Unterstützung bei kürzlich Verwitweten haben die Freiwilligkeit der Unterstützung, die Kompatibilität der Unterstützung (geteilte Ansichten, Werte und ähnliche Aktivitäten, Interessen, Erfahrungen), sowie die geringere Belastung durch vorgegebene Rollen, Erwartungen und vorgeschriebene Grenzen. Auch geografische Nähe und größere Verfügbarkeit können eine Rolle spielen.

### Posttraumatisches Wachstum nach einem Trauerfall
Der Verlust eines Partners als traumatisches Erlebnis kann in einigen Fällen zu posttraumatischem Wachstum führen. In solchen Fällen bewältigen betroffene Personen ihre Trauer nicht nur erfolgreich, sondern berichten auch von unterschiedlichen Formen des Wachsens nach dem Verlust. Hierzu gehören aufgewertete Beziehungen, eine neue Sicht auf das Selbst und eine veränderte Lebensphilosophie.
Laut der Shattered Assumptions Theory erschüttern Traumata – wie der Verlust eines geliebten Menschen – implizite Annahmen einer Person über die Welt und ihre Mitmenschen. Die Welt gilt danach nicht mehr als wohlwollender Ort, in der Erlebnisse dem Verhalten einer Person entsprechen. Zur Überwindung eines Traumas müssen die bestehenden Modelle an die neue Information angepasst werden (Akkommodation). Dies setzt voraus, dass das soziale Umfeld in der Lage ist, diese positiven Akkommodationsprozesse zu fördern. Soziale Unterstützung ist also ein bedeutsamer Prädiktor von posttraumatischem Wachstum bei Verwitweten.

### Soziale Unterstützung im Internet
Das Internet bietet die Möglichkeit, individuelle Lebensumstände mit anderen auszutauschen und informative sowie emotionale Unterstützung zu erhalten. In mehreren Studien konnte belegt werden, dass soziale Unterstützung über das Internet vermittelt werden kann. So erhalten auch Trauernde die Möglichkeit, von anderen virtuell in ihrem Trauerprozess begleitet zu werden. Trauer im Internet kann als ein neues Trauerritual verstanden werden, das Betroffene bei ihrer emotionalen Verarbeitung begleitet und versucht, die Beschäftigung mit dem Tod zurück in die Gesellschaft zu holen.
Soziale Netzwerke wie Facebook bieten unterschiedliche Möglichkeiten des Umgangs mit Trauer. Beispielsweise kann das Profil einer verstorbenen Person in eine sogenannte „Memorialpage“ transformiert werden, die es ermöglichen soll, Erinnerungen an den Verstorbenen auszutauschen und somit das Andenken an ihn zu bewahren. Facebook-Anwender nutzen die Pinnwand ihres Profils, um über ihre Trauer zu schreiben. Während bei einer „Memorialpage“ der Fokus eher auf dem Verstorbenen liegt, ermöglicht die Mitteilung via Pinnwand den Trauernden, Unterstützung in Form von Beileidsbekundungen etc. zu erhalten. Eine weitere Möglichkeit der Trauer besteht in der Gründung von Facebook-Gruppen. Diese Gruppen werden insbesondere nach Unglücken und Katastrophen mit vielen Opfern ins Leben gerufen und ermöglichen sowohl Betroffenen und Angehörigen als auch Unbeteiligten, sich über das Ereignis auszutauschen und gemeinsam eine Akzeptanz für das Geschehene zu finden. Eine Studie, die die Reaktionen von Studierenden der Virginia Tech im Zuge des Amoklaufs 2007 untersuchte, fand heraus, dass viele der Studierenden sich schon in der ersten Stunde nach der Tat an Facebook gewendet hatten und schon am ersten Tag zahlreiche Facebook-Gruppen entstanden waren. Ein großer Teil der Studierenden trat einer entsprechenden Facebook-Gruppe bei und hinterließ eine Nachricht zu dem Amoklauf.
Bislang ist nicht belegt, ob die Nutzung sozialer Netzwerke eine gute Quelle sozialer Unterstützung ist, die konsistent mit weniger Depressivität und Hoffnungslosigkeit zusammenhängt.